# Neoctenus finneganae
Neoctenus finneganae är en spindelart som beskrevs av Cândido Firmino de Mello-Leitão 1948. 
Neoctenus finneganae ingår i släktet Neoctenus och familjen Trechaleidae. Artens utbredningsområde är Guyana. Inga underarter finns listade i Catalogue of Life.